# Alexandre de Tralles
Alexandre de Tralles (en grec : Ἀλέξανδρος ὁ Τραλλιανός) est un médecin grec du VIe siècle.

## Éléments biographiques
Selon Agathias (Histoire de Justinien, V, III, 4), il était le frère de l'ingénieur et architecte Anthémios de Tralles, auteur des plans de la cathédrale Sainte-Sophie de Constantinople (532), et de trois autres hommes célèbres. D'après Alexandre lui-même, on sait que le père de ces cinq hommes brillants s'appelait Étienne (Stéphanos) et était lui aussi médecin. Il indique aussi qu'il a beaucoup voyagé, notamment en Occident (Espagne, Gaule, Italie), dans l'exercice de sa profession. Son installation à Rome, mentionnée par Agathias, doit se situer entre 554, fin de la guerre contre les Ostrogoths, et 580, date approximative de rédaction de l'Histoire d'Agathias. Il composa son grand traité médical à un âge avancé, alors que ses forces ne lui permettaient plus d'avoir une pratique active de la médecine.

## Œuvre
Ce qui reste de lui est essentiellement un grand cours de médecine en douze livres (Θεραπευτικά), dédié à un certain Cosmas, fils d'un homme auquel il avait dû une partie de sa formation. Il faut y ajouter un court traité Sur les vers intestinaux. Un autre traité Sur les fièvres est d'attribution plus douteuse. D'autre part, il mentionne lui-même un ouvrage sur les maladies des yeux qu'il avait écrit, et qui est peut-être un traité sur le même sujet qu'on possède en arabe. Jean Actuarius le cite comme auteur d'un traité sur les urines.
Voici le contenu des douze livres du grand traité : I. les maladies de la tête (dont l'alopécie, la migraine et la « léthargie ») ; II. les maladies des yeux ; III. les maladies de la bouche (notamment les ulcères) ; IV. les troubles cardiaques ; V. les maladies des poumons (notamment les divers types de pneumonies) ; VI. la pleurésie ; VII. les problèmes d'estomac ; VIII. les maladies intestinales ; IX. les maladies du foie ; X. la dysenterie et l'hydropsie ; XI. les problèmes génitaux et urinaires ; XII. la goutte.
Pour chaque maladie, il décrit les différentes phases de son développement et prescrit un traitement. Le livre sur la pleurésie est particulièrement bien fait. Il donne les recettes d'environ 600 médicaments, fondés sur les substances du De materia medica de Dioscoride, avec des dosages précis. Dans son traité Sur les vers intestinaux, il distingue les principales espèces de vers et recommande des vermifuges très efficaces. Il intègre à ses traitements des incantations et des amulettes (et par les formules qu'il utilise, on voit qu'il était chrétien). D'une façon générale, il n'est pas un simple compilateur, comme Oribase et Aétios d'Amida, mais se permet même de critiquer diverses opinions d'Hippocrate et de Galien.
L'œuvre d'Alexandre de Tralles a eu une grande diffusion : il est déjà cité plusieurs fois par Paul d'Égine (VIIe siècle) et a été traduit en latin et en arabe. Les Θεραπευτικά ont été pour la première fois édités en grec par Jacques Goupil à Paris, chez Robert Estienne, en 1548 (avec le De pestilentia de Rhazès). Le traité Sur les vers intestinaux a été édité en grec et latin par Girolamo Mercuriale à Venise en 1570.

### Édition
- Theodor Puschmann (éd.), Alexander von Tralles. Original-Text und Übersetzung nebst einer einleitenden Abhandlung. Ein Beitrag zur Geschichte der Medizin, 2 vol., Vienne, 1878-79 (réimpr. Amsterdam, 1963).
- De arte medica libri XII, 1566, 1772.

### Traduction
- Dr Félix Brunet [médecin général de la Marine], Médecine et thérapeutique byzantines. Œuvres médicales d'Alexandre de Tralles, le dernier auteur classique des grands médecins grecs de l'antiquité, 4 vol., Geuthner, Paris, 1933-37.
  - t. II : Traité des fièvres, Lettre sur les vers intestinaux, Livre premier des Douze livres de médecine
  - t. III : Les douze livres de médecine (suite).
  - t. IV : Les douze livres de médecine (suite et fin).

### Études
- Maurice Bariéty et Charles Coury, Histoire de la Médecine, Fayard/Le Mesnil-sur-l'Estrée, 1963, 1221 p.

### Notices connexes
- Médecine en Grèce antique